# Baugleis

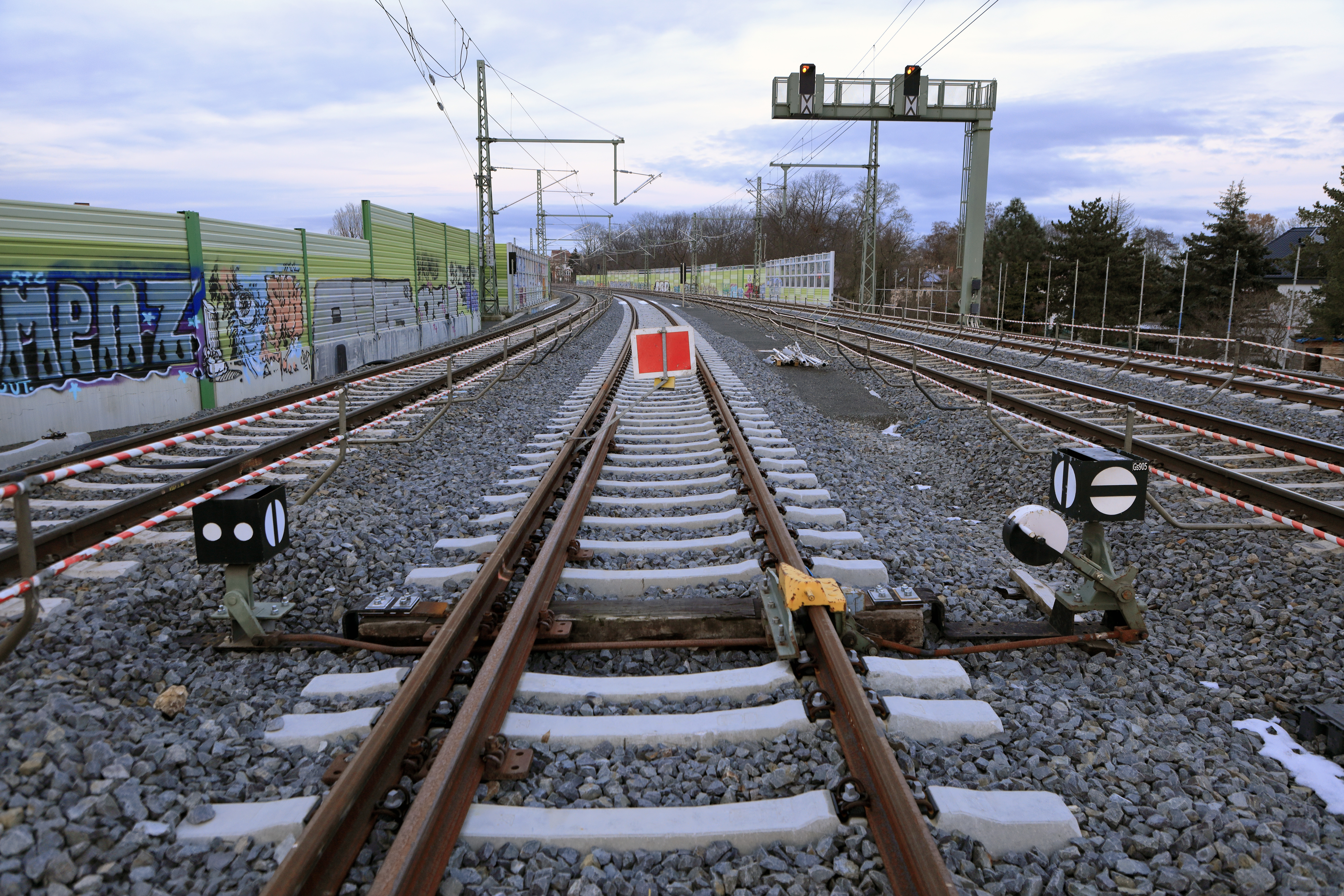
Baugleis mit davor liegender Sperre durch Signal Sh2

Baugleis (Abkürzung: Bgl) ist ein Begriff aus dem Bahnbetrieb. Er bezeichnet ein Gleis, welches dem Baudienst überlassen wurde und damit dem regulären Zugbetrieb nicht zur Verfügung steht. Das heißt, es können in einem Baugleis keine Zugfahrten durchgeführt werden. Ein Gleis kann mittels einer Betriebs- und Bauanweisung (Betra) vom zuständigen Fahrdienstleiter nach erfüllten Vorbedingungen zum Baugleis erklärt werden. Damit wird die Zuständigkeit für Fahrzeugbewegungen einem in der Betra benannten „technischen Berechtigten“ des Bauvorhabens übertragen. Diese Fahrzeugbewegungen werden im Baugleis als Rangierfahrt durchgeführt. Bleiben Weichen in einem Baugleis am Stellwerk angebunden und ist nach den Regeln in der Betra das Umstellen zulässig, dann handelt der Fahrdienstleiter im Auftrag des technischen Berechtigten. 
Ein Baugleis kann im Rahmen der Bauarbeiten zeitweise abgebaut oder anderweitig unbefahrbar sein. Ebenfalls kann sich die Gleislage während der Bauarbeiten ändern. 

## Betriebliche Regelungen
Beim Befahren eines Baugleises sind besondere Regelungen zu beachten. Grundsätzlich finden Fahrzeugbewegungen in einem Baugleis als Rangierfahrt statt. Bei Betrieb nach der Fahrdienstvorschrift der DB InfraGO AG (FV-DB) ist zusätzlich die Höchstgeschwindigkeit auf 20 km/h reduziert, bei einem Gefälle über 35 ‰ auf 15 km/h. Fahrten in ein oder aus einem Baugleis sind zwischen dem technischen Berechtigten und dem betroffenen Fahrdienstleiter jeweils besonders zu vereinbaren. Eine Rangierfahrt, die ein Baugleis verlässt, darf ohne vorherigen Halt weder in eine andere Rangierfahrt, noch in eine Zugfahrt übergehen. In Baugleisen dürfen keine Fahrzeuge verschoben werden. Im Baugleis befindliche Weichen dürfen nur umgestellt werden, wenn dies in der Betra zugelassen ist.
Für die „Generalsanierung“ der Riedbahn wurde ein Konzept entwickelt, bei dem verschiedene Gleisanschließer weiter auf der Schiene bedient wurden, da deren Güter aufgrund von Menge oder Art (Gefahrgut) nicht über die Straße transportiert werden konnten. Hierfür wurden vierstündliche nächtliche Zeitfenster vorgesehen, in denen diese Fahrten über die Strecke erfolgten.

### Bremsen
Wird eine Rangierfahrt im Baugleis von einem Rangierbegleiter begleitet, so muss im Gegensatz zum regulären Rangierbetrieb, wo dies nur in bestimmten Fällen vorgeschrieben ist, immer ein Luftbremskopf verwendet werden. Ein Luftbremskopf ist eine Einrichtung für den Rangierbegleiter, um die Rangierabteilung im Gefahrenfall durch rasches Entlüften der Hauptluftleitung schnellstmöglich zum Anhalten zu bringen, ähnlich einer Schnellbremsung.

### Abstellen von Fahrzeugen im Baugleis
Das Abstellen von Fahrzeugen im Baugleis ist grundsätzlich nicht erlaubt, außer wenn es in der Betra zugelassen ist. Dies darf nur geschehen, wenn umliegende Hauptgleise durch zwingenden Flankenschutz geschützt sind.

## Umfang der Sperrung und Ausdehnung des Baugleises

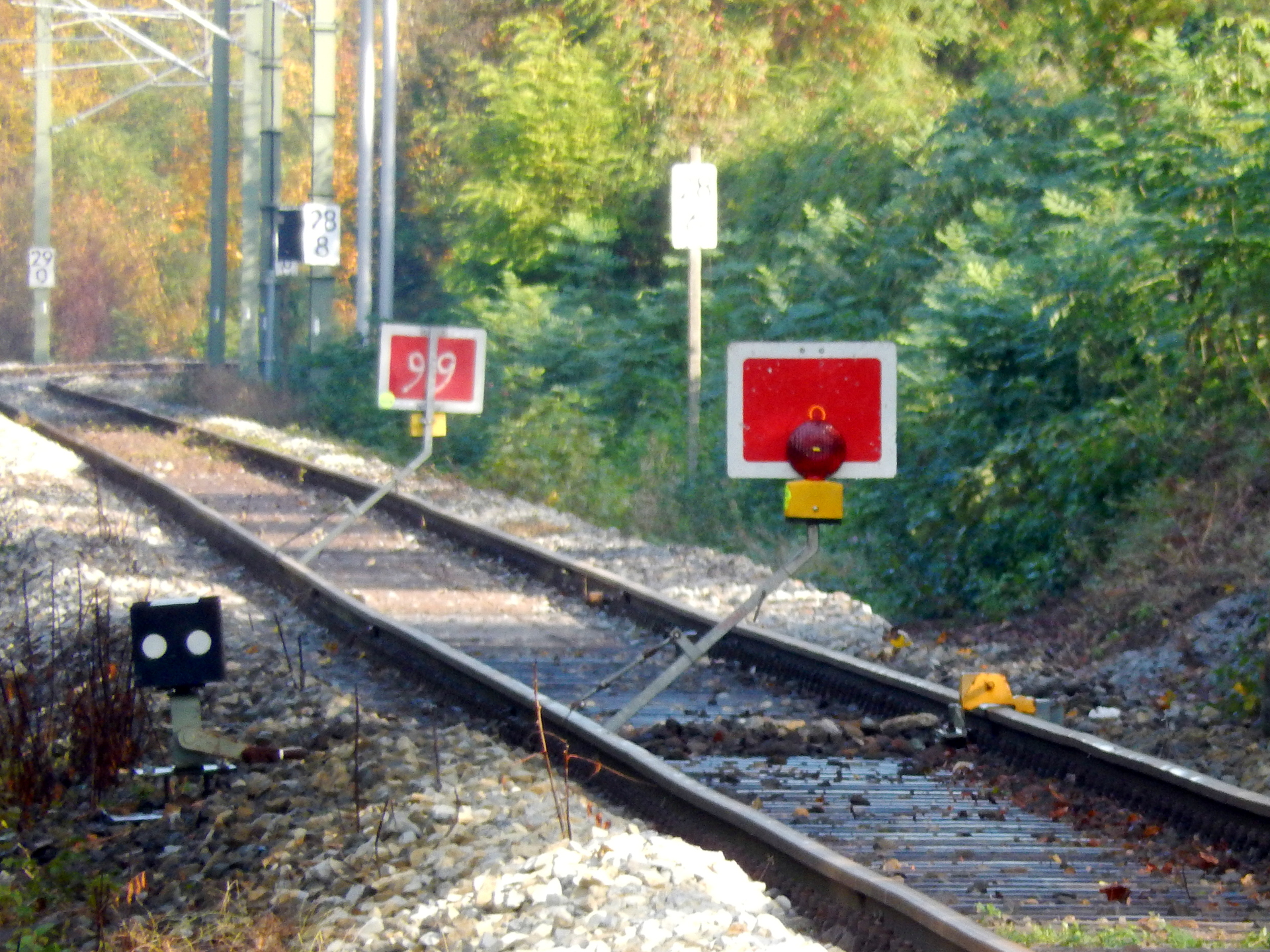
Anfang eines Baugleises

Gleise der freien Strecke dürfen nur zwischen zwei Zugmeldestellen gesperrt werden, in einer Betra darf jedoch auch die Sperrung zwischen zwei Zugfolgestellen zugelassen werden. Allerdings kann in einer Betra angewiesen werden, an einer beliebigen Stelle eine vorübergehende Zugfolgestelle zu schaffen. Das gesperrte Gleis darf auch auf kleineren Abschnitten zum Baugleis erklärt werden. Die maßgebende Neigung eines zum Baugleis zu erklärenden Gleises darf höchstens 40 ‰ sein.
Nach der Sperrung des Gleises wird es durch den zuständigen Fahrdienstleiter zum Baugleis erklärt, sobald der technische Berechtigte zugestimmt hat. Vor Erteilen dieser Zustimmung müssen die Wärterhaltscheiben (Sh 2), Wärtervorsignale (Vr 0) und Flankenschutzeinrichtungen aufgestellt worden sein. Es ist an der Grenze des Baugleises in beide Richtungen eine Wärterhalttafel erforderlich, sowie wenn – bei Ende des Baugleises an einer Zugfolgestelle oder über das Ende des Baugleises hinausgehender Sperrung – Zugfahrten (auch als Sperrfahrten) in Richtung des Baugleises fahren können ein Wärtervorsignal im Bremswegabstand davor.
Flankenschutzeinrichtungen sind erforderlich, wenn das Baugleis in ein Hauptgleis mündet und nach den sonstigen Regeln ein Rangierverbot werden müsste. Es kann neben Weichen und Baugleissperren durch eine Wärterhaltscheibe mindestens 10 m vor dem Gefahrpunkt oder – falls doppelter Lichtschutz erforderlich ist – eine weitere Wärterhaltscheibe mindestens 50 vor dieser oder einem haltzeigenden Signal der Flankenschutz hergestellt werden; Dabei kann die näher am Baugleis befindliche Wärterhaltscheibe die das Baugleis begrenzende Wärterhaltscheibe sein.
Die Wärterhaltscheiben sind in der Regel wie alle übrigen Signale unmittelbar rechts – für Fahrten im Gegengleis unmittelbar links – neben oder über dem Gleis. Sie dürfen nur dann im Gleis aufgestellt werden, wenn die Regelaufstellung nicht möglich ist. Dies wird in der Praxis meist falsch gemacht. Allerdings müssten auch bei korrekter Aufstellung die Wärterhaltscheiben der jeweiligen Fahrtrichtung entfernt oder weggedreht werden, jedoch nicht die entgegen der Fahrtrichtung.
Vor Aufhebung des Baugleises muss vom technischen Berechtigten das Freisein und die Befahrbarkeit des Gleises sowie die Entfernung der Wärterhaltscheiben und Baugleissperren bestätigt worden sein.